# Staříč
Staříč (in tedesco Staritsch) è un comune della Repubblica Ceca facente parte del distretto di Frýdek-Místek, nella regione della Moravia-Slesia.